# Luvar
Luvar (Luvarus imperialis) är en fisk i ordningen abborrartade fiskar som finns i de flesta av världens varmare hav. Den är den enda arten i familjen Luvaridae.

## Utseende
Kroppen har en gyllene eller silverrosa färg med gråblå till mörkblå rygg. Stjärtfenan är mörkblå och/eller rödaktig, och de övriga fenorna är rödaktiga. Ryggfenan är placerad långt bak hos de vuxna individerna; hos ungfiskarna, som skiljer sig mycket från de vuxna, sitter den dock långt fram. Huvudet har en liten, tandlös mun, och en stor, brant panna. Förutom beträffande ryggfenan skiljer sig ungarna från de vuxna bland annat genom att de har svartprickiga fenor och kropp samt tandbeväpnad mun. Arten kan bli 200 centimeter lång och 150 kilogram tung; vanligen blir den dock inte mycket längre än 150 centimeter.

## Vanor
Luvaren är en solitär, pelagisk havsfisk som lever på djup från havsytan ner till 200 meter. Den livnär sig av geleaktiga planktondjur som maneter, salper och kammaneter.

### Fortplantning
Lektiden infaller under vår och sommar. Honan lägger ett mycket stort antal ägg; en 1,7 meter lång hona bar på 47,5 miljoner ägg.

## Utbredning
Utbredningsområdet omfattar de tempererade och tropiska delarna av Atlanten, Indiska oceanen och Stilla havet. I Atlanten finns den längs USA:s östkust till östra Mexikanska bukten och från Bergen i Norge söderut via västra Medelhavet, Madeira och Azorerna till Sydafrika. I Stilla havet uppträder den längs Amerikas västkust från Oregon i USA till Chile, samt kring Japan och Australien.